# Kaganovemus
Kaganovemus was de politieke partij van Antoon Van Marcke. Deze partij kwam enkel op in Antwerpen. Het programma bestond uit twee punten:
- Sociale rechtvaardigheid
- Het realiseren van een Groot-Nederlandse staat.

Kaganovemus staat voor Katholiek Groot-Nederlandse Volkse en Maatschappelijke Strevenden.

## Evolutie van de doelstellingen
Aanvankelijk heette zijn partij K.G.- V.B.W.R.Z.B., wat stond voor: Kristen Germanen – Volle Bestaanswaarborgende Rechten Zonder Belastingen. In die tijd - de vijftiger jaren van de twintigste eeuw - droomde hij ook van de vereniging van de Noordelijke en Zuidelijke Nederlanden met Duitsland. De naam werd aangepast tot Gekavemus.
Later veranderde de naam in Kaganovemus of Katholieke Groot-Nederlandse Volkse Maatschappelijk Strevenden. De vereniging met Duitsland werd toen opgegeven. Naast het sociale luik was enkel de eenmaking van de Nederlanden nog het politieke doel.

## Behaalde stemmen[1]

### Kamer
- 26 maart 1961: 604 (als Gekavemus)
- 23 mei 1965: 890 (als Kaganovemus)
- 31 maart 1968: 1634 (als Kagano)
- 7 november 1971: 2580 (als Kaganovemus)
- 10 maart 1974: 1678 (als Kaganov)
- 17 april 1977: 884 (als Kagano)
- 17 december 1978: 1376 (als Kagano)

### Provincie
- 23 mei 1965: 1231 (als Kaganovemus)
- 31 maart 1968: 1921 (als Kagano)
- 7 november 1971: 2281 (als Kagano)
- 17 april 1977: 1094 (als Kagano)
- 17 december 1978: 1236 (als Kagano)
- 8 november 1981: 458 (als Kagano)

### Senaat
- 23 mei 1965: 1739 (als Kaganovemus)
- 31 maart 1968: 2694 (als Kaganovemus)
- 7 november 1971: 3800 (als Kaganovemus)
- 10 maart 1974: 1903 (als Kaganovemus)